# Rodrigo Aliendro
Rodrigo Germán Aliendro (Merlo, Buenos Aires; 16 de febrero de 1991) es un futbolista argentino que juega de volante en el Club Atlético Vélez Sarsfield de la Primera División de Argentina.

## Biografía

### Chacarita Juniors
Comenzó su carrera futbolística vistiendo la camiseta de Chacarita Juniors en el año 2012. Su primer partido fue en el empate ante San Lorenzo 1 a 1 en Copa Argentina que se definió desde los 12 pasos con victoria del ciclón por 3 a 1 y destacada actuación de Pablo Migliore.

### Ituzaingó
Desde julio de 2013 hasta junio de 2014 estuvo a préstamo jugando en la Cuarta Categoría del fútbol Argentino para Ituzaingó. Supo trabajar de delivery de pizza por las noches y entrenar por las mañanas, ya que en la Primera "C" no alcanza con solo jugar fútbol, siendo semi-profesionales el 99% los futbolistas.

### Chacarita Juniors
Luego de una temporada volvió al club Funebrero para disputar la Primera B Nacional

### Atlético Tucumán
En enero de 2016 firma para Atlético Tucumán, que disputa la Primera División. En Atlético es considerado un "Ídolo en silencio" ya que tuvo participaciones destacadas pero manteniendo un bajo perfil. En 2017 fue el encargado de anotar frente a Junior de Barranquilla para que su equipo empatara la serie por la Copa Libertadores 2017, otra anotación importante fue en la Copa Argentina del mismo año, ante Independiente de Avellaneda, donde el Decano dio vuelta el partido pasando a cuartos de final (en esa edición llegaría hasta la final siendo subcampeón). Formó excelentes dupla en Atlético con jugadores como Nery Leyes, Juan Mercier, Guillermo Acosta o Francisco Grahl. Volvió a anotar frente a Estudiantes en el 2018 en el empate 1-1 cuando quedaban 2 minutos para finalizar el encuentro. 

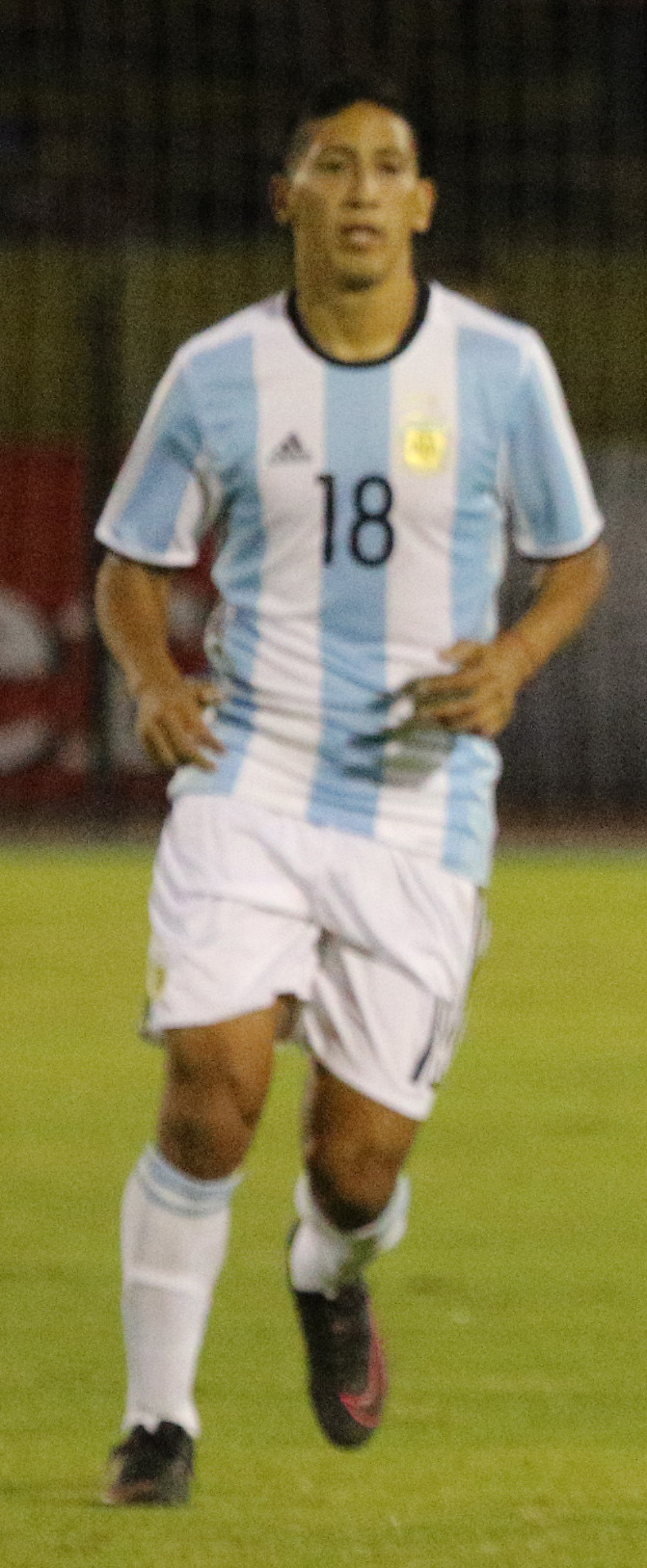
Jugando para Atlético Tucumán, el día que su equipo usó la camiseta de la Selección Argentina, frente a El Nacional por la Copa Libertadores 2017.

Contra Independiente de Avellaneda anota su primer doblete con la casaca de Atlético en la victoria 4-2 a favor del conjunto tucumano, como detalle es al equipo que más le marcó con esta camiseta (3 goles en 6 partidos jugados). Frente a Belgrano de Córdoba asiste al "Pulga" Rodríguez en la victoria 3-1 del Decano.

### Colón
En junio de 2019 firma para Colón de Santa Fe
Llegó al club y rápidamente se convirtió en titular indiscutido, siendo pieza clave del equipo que fue subcampeón de la Copa Sudamericana 2019 (perdiéndose la final contra Independiente del Valle por lesión)
En junio de 2021 se corona campeón con Colón de la Copa de la Liga Profesional 2021 al derrotar en la final a Racing Club por 3 a 0 (Convirtiendo el primer gol del partido) pudiendo conseguir su primer título como profesional y, a su vez, consiguiendo el primer título oficial en la máxima categoría del fútbol argentino para los Sabaleros.

### River Plate
En junio de 2022 fichó con River Plate, llegando en condición de libre. Sufrió una lesión el 11 de septiembre de 2022 que lo dejó fuera por meses. La fractura del macizo facial durante el «Superclásico» de la Liga Profesional 2022. Tras superar la lesión, jugó y ganó la Liga Profesional 2023.
Sufrió una luxación de hombro el 20 de agosto de 2023 en la derrota por 3 a 2 frente a Argentinos Juniors, en la fecha n.º 1 de la Copa de la Liga 2023. El jugador permanecerá sin jugar durante un mes y medio.
El 13 de marzo del 2024 River se enfrentó a Estudiantes de La Plata por la final de la Supercopa Argentina 2023. Aliendro ingresó en el segundo tiempo y convirtió el segundo tanto a los 92 minutos haciendo un golazo fuera del area para River, que le dio la victoria por 2 a 1 y su tercer título con River.

## Estadísticas
| Club | Div.                | Temporada           | Liga  | Liga  | Liga   | Copas nacionales(1) | Copas nacionales(1) | Copas nacionales(1) | Torneos internacionales(2) | Torneos internacionales(2) | Torneos internacionales(2) | Total | Total | Total  |
| Club | Div.                | Temporada           | Part. | Goles | Asist. | Part.               | Goles               | Asist.              | Part.                      | Goles                      | Asist.                     | Part. | Goles | Asist. |
| --- | ------------------- | ------------------- | ----- | ----- | ------ | ------------------- | ------------------- | ------------------- | -------------------------- | -------------------------- | -------------------------- | ----- | ----- | ------ |
| Chacarita Juniors Argentina |                     |                     |       |       |        |                     |                     |                     |                            |                            |                            |       |       |        |
| 2.ª | 2011-12             | 2                   | 0     | ?     | 1      | 0                   | ?                   | -                   | -                          | -                          | 3                          | 0     | ?     |        |
| 3.ª | 2012-13             | 3                   | 0     | ?     | 2      | 1                   | ?                   | -                   | -                          | -                          | 5                          | 1     | ?     |        |
| Total club | Total club          | 5                   | 0     | ?     | 3      | 1                   | ?                   | -                   | -                          | -                          | 8                          | 1     | ?     |        |
| Ituzaingó Argentina |                     |                     |       |       |        |                     |                     |                     |                            |                            |                            |       |       |        |
| 4.ª | 2013-14             | 32                  | 3     | 5     | -      | -                   | -                   | -                   | -                          | -                          | 32                         | 3     | 5     |        |
| Total club | Total club          | 32                  | 3     | 5     | -      | -                   | -                   | -                   | -                          | -                          | 32                         | 3     | 5     |        |
| Chacarita Juniors Argentina |                     |                     |       |       |        |                     |                     |                     |                            |                            |                            |       |       |        |
| 3.ª | 2014                | 10                  | 1     | ?     | -      | -                   | -                   | -                   | -                          | -                          | 10                         | 1     | ?     |        |
| 2.ª | 2015                | 38                  | 9     | ?     | 4      | 0                   | ?                   | -                   | -                          | -                          | 42                         | 9     | ?     |        |
| Total club | Total club          | 52                  | 10    | ?     | 4      | 0                   | ?                   | -                   | -                          | -                          | 56                         | 10    | 7     |        |
| Atlético Tucumán Argentina |                     |                     |       |       |        |                     |                     |                     |                            |                            |                            |       |       |        |
| 1.ª | 2016                | 8                   | 3     | 0     | -      | -                   | -                   | -                   | -                          | -                          | 8                          | 3     | 0     |        |
| 1.ª | 2016-17             | 27                  | 0     | 2     | 1      | 0                   | ?                   | 9                   | 1                          | 1                          | 37                         | 1     | 3     |        |
| 1.ª | 2017-18             | 20                  | 1     | 0     | 5      | 0                   | ?                   | 10                  | 0                          | 4                          | 35                         | 1     | 4     |        |
| 1.ª | 2018-19             | 22                  | 4     | 2     | 10     | 0                   | 0                   | 4                   | 0                          | 0                          | 36                         | 4     | 2     |        |
| Total club | Total club          | 77                  | 8     | 4     | 16     | 0                   | ?                   | 23                  | 1                          | 5                          | 116                        | 9     | 9     |        |
| Colón Argentina |                     |                     |       |       |        |                     |                     |                     |                            |                            |                            |       |       |        |
| 1.ª | 2019-20             | 11                  | 1     | 0     | 3      | 0                   | 1                   | 6                   | 0                          | 0                          | 20                         | 1     | 1     |        |
| 1.ª | 2020                | -                   | -     | -     | 12     | 1                   | 2                   | -                   | -                          | -                          | 12                         | 1     | 2     |        |
| 1.ª | 2021                | 23                  | 4     | 1     | 16     | 2                   | 1                   | -                   | -                          | -                          | 39                         | 6     | 2     |        |
| 1.ª | 2022                | 4                   | 0     | 1     | 16     | 0                   | 3                   | 6                   | 0                          | 0                          | 26                         | 0     | 4     |        |
| Total club | Total club          | 38                  | 5     | 2     | 47     | 3                   | 7                   | 12                  | 0                          | 0                          | 97                         | 8     | 9     |        |
| River Plate Argentina |                     |                     |       |       |        |                     |                     |                     |                            |                            |                            |       |       |        |
| 1.ª | 2022                | 11                  | 0     | 0     | 2      | 0                   | 1                   | 2                   | 0                          | 0                          | 15                         | 0     | 1     |        |
| 1.ª | 2023                | 21                  | 1     | 1     | 12     | 0                   | 0                   | 8                   | 2                          | 0                          | 41                         | 3     | 1     |        |
| 1.ª | 2024                | 13                  | 0     | 0     | 17     | 1                   | 2                   | 7                   | 0                          | 2                          | 37                         | 1     | 4     |        |
| 1.ª | 2025                | 12                  | 1     | 0     | 1      | 0                   | 0                   | 3                   | 0                          | 0                          | 16                         | 1     | 0     |        |
| Total club | Total club          | 57                  | 2     | 1     | 32     | 1                   | 3                   | 19                  | 2                          | 1                          | 109                        | 5     | 6     |        |
| Vélez Sarsfield Argentina |                     |                     |       |       |        |                     |                     |                     |                            |                            |                            |       |       |        |
| 1.ª | 2025                | 2                   | 0     | 0     | 0      | 0                   | 0                   | 2                   | 0                          | 0                          | 4                          | 0     | 0     |        |
| Total | Total               | 2                   | 0     | 0     | 0      | 0                   | 0                   | 2                   | 0                          | 0                          | 4                          | 0     | 0     |        |
| Total en su carrera | Total en su carrera | Total en su carrera | 261   | 28    | 12     | 102                 | 5                   | 11                  | 56                         | 3                          | 7                          | 431   | 36    | 36     |
| (1) Las copas nacionales se refiere a la Copa Argentina, Copa de la Liga Profesional, Trofeo de Campeones y Copa de la Superliga. (2) Las copas internacionales se refiere a la Copa Sudamericana, Copa Libertadores y Copa Mundial de Clubes. |                     |                     |       |       |        |                     |                     |                     |                            |                            |                            |       |       |        |

## Palmarés

### Títulos nacionales
| Título              | Equipo            | País      | Año  |
| ------------------- | ----------------- | --------- | ---- |
| Primera B           | Chacarita Juniors | Argentina | 2014 |
| Copa de la Liga     | Colón             | Argentina | 2021 |
| Primera División    | River Plate       | Argentina | 2023 |
| Trofeo de Campeones | River Plate       | Argentina | 2023 |
| Supercopa Argentina | River Plate       | Argentina | 2023 |

Otros Logros:
 Subcampeón de la Copa Sudamericana 2019 con Colón de Santa Fe.